# Saint-Louis (Réunion)
Saint-Louis ist eine seit 1815 bestehende französische Gemeinde auf der Insel Réunion im gleichnamigen Übersee-Département. Die Einwohner nennen sich Saint-Louisiens.
Saint-Louis wird von der Schnellstraße Route des Tamarins passiert und grenzt direkt an den Indischen Ozean sowie die Gemeinden Les Avirons, Cilaos, Entre-Deux, L’Étang-Salé und Saint-Pierre. Die Gemeindegemarkung war bis 2015 unterteilt in die Kantone Saint-Louis-1, Saint-Louis-2 und Saint-Louis-3, seither ist die Gemeinde nur noch in die beiden Kantone Saint-Louis-1 und Saint-Louis-2 unterteilt. Eine frühe Erwähnung der Siedlung stammt aus dem Jahr 1726.

## In Saint-Louis geboren
- Gilbert Aubry (* 1942), Bischof von Saint-Denis-de-La Réunion
- Julie Gautier (* 1979), Apnoe-Taucherin, Tänzerin und Filmemacherin
- Guillaume Hoarau (* 1984), französischer Fußballspieler
- Sonny Laiton (* 2000), madagassisch-französischer Fußballspieler